# Варга Василь Васильович
Васи́ль Васи́льович Ва́рга (29 серпня 1984, Ужгород, Україна— 17 червня 2016) — солдат Збройних сил України, учасник російсько-української війни.

## Життєпис
Народився 1984 року в місті Ужгород. Закінчив 9 класів ужгородської ЗОШ № 12 та професійне училище, здобув професію слюсаря; навчався в Харківському інституті.
11 червня 2015 року призваний за мобілізацією; військовослужбовець 53-ї окремої механізованої бригади. Брав участь в антитерористичній операції на сході України.
17 червня 2016 року загинув внаслідок мінометного обстрілу, вчиненого російськими терористами поблизу Зайцевого.
Прощання з Василем відбулося 23 червня 2016 року в Ужгороді на площі перед Закарпатським обласним драмтеатром. Похований на пагорбі Слави кладовища «Кальварія».
Без Василя лишилися дружина та двоє маленьких синів.

## Нагороди та вшанування
- нагороджений відзнакою Президента України «За участь в антитерористичній операції» (посмертно)
- почесний громадянин міста Ужгорода (30.08.2016, посмертно)
- меморіальний знак встановлено на площі ім. майора В. Постолакі в Ужгороді, на ньому викарбувано й ім'я Василя Варги.